# Pokémon Colosseum
Pokémon Colosseum (яп. ポケモンコロシアム Покэмон Коросиаму, «Покемон: Колизей») — японская ролевая игра, разработанная студией Genius Sonority и выпущенная совместно Nintendo и The Pokémon Company эксклюзивно на игровую приставку Nintendo GameCube. Она вышла 21 ноября 2003 года в Японии, 22 мая 2004 года в Америке и 14 мая 2004 года в Европе. В отличие от игр основной портативной серии Pokémon, в игре нельзя ловить покемонов — их можно только воровать у других тренеров. В игре также есть режим свободных битв и многопользовательский.
Действие игры проходит в вымышленном регионе под названием Орр. Главный герой — парень по имени Вэс, бывший член Команды Воров. На протяжении всей игры ему придётся спасать теневых покемонов — покемонов, которых Синдикат Пустоты сделал обозлёнными и сильными при помощи Команды Воров. С Вэсом путешествует Руи, его помощница, которая помогает ему найти теневых покемонов.
Pokémon Colosseum впервые анонсировали на игровой выставке E3 в 2003 году. При предварительном заказе покупатель получал также бонус-диск, позволяющий загрузить в одну игру Pokémon Ruby, Sapphire, FireRed и LeafGreen или в Emerald на Game Boy Advance (а через них — и в Colosseum) очень редкого покемона Джирачи. Игра получила в основном хорошие отзывы у игровой прессы — критики хвалили графику, но при этом неоднозначно были оценены музыка и геймплей. Pokémon Colosseum получила определённый успех — было продано 1,5 миллионов копий в США.

## Геймплей
В игре используется вид от третьего лица. Игрок управляет тренером покемонов по имени Вэс, который путешествует по игровому миру. Для перемещения между локациями используется мопед. В различных локациях для продвижения по сюжету игроку приходится выполнять квесты, а также участвовать в пошаговых боях с другими тренерами покемонов. В отличие от портативных игр основной серии Pokémon, в игре отсутствуют случайные встречи с дикими покемонами, и, следовательно, покемонов нельзя ловить. Покемонов можно только воровать у других тренеров, но воровать можно только теневых покемонов — покемонов, которых сделали злее и сильнее. Когда начинается игра, игроку в распоряжение даются два покемона. Также есть возможность обмениваться покемонами с играми Pokémon Ruby, Sapphire, FireRed, LeafGreen и Emerald.
У каждого теневого покемона, которого похитил игрок, есть шкала: чем больше теневой покемон привязан к Вэсу, тем она меньше. Привязанность к тренеру увеличивается, если покемон выигрывает в боях. Когда шкала покемона тьмы пуста, игрок может «очистить» его, приведя в храм Селеби в посёлке Агат, также можно использовать покефлейту. Теневых покемонов очищать необязательно, но желательно, потому что покемоны тьмы часто не слушают команд игрока и не могут получать опыт.

### Боевая система

Битва в массовом режиме игры. Два игрока сражаются с двумя другими игроками с помощью своих покемонов

Когда начинается бой, интерфейс меняется. На экране сражаются покемон игрока и покемон противника. Игрок может дать своему покемону команду применить ту или иную способность, также есть возможность сменить сражающегося покемона игрока на другого или применить предмет. У покемонов есть очки жизни, если покемон их полностью теряет, то он не может сражаться, пока его тренер его не вылечит. Если покемон побеждён, то тренер должен заменить его на другого, имеющегося у себя. Тренерам покемонов позволено носить с собой максимум шесть покемонов, когда все покемоны тренера (игрока или его противника) побеждены, то тренер побеждён. Большая часть боёв — двойные, то есть сражаются два покемона игрока против двух покемонов его соперника. Бои также проходят на «Колизеях» (англ. Colosseum) в некоторых городах.

### Режимы
Кроме режима истории, в игре присутствует также режим свободных битв. В режиме «Быстрая битва» игрок сражается с компьютерным оппонентом или с другим игроком, используя покемонов, которые есть у игрока в режиме истории или случайных покемонов. За победу в этих боях нельзя получить ни опыта, ни денег. В однопользовательском боевом режиме надо проходить Колизеи, которые можно также посетить в режиме истории, и выигрывать покекупоны (англ. PokéCoupons) — валюту, за которую можно покупать редкие предметы. В режиме «массовой битвы» (англ. Gang Battle) до четырёх игроков могут участвовать в турнире по битвам покемонов. Первый игрок может использовать покемонов из режима истории или с игр на Game Boy Advance, остальные используют покемонов только с игр на Game Boy Advance.

## Концепция

### Сеттинг
Вымышленная вселенная представляет собой альтернативную современность, но вместо животных в этом мире обитают существа, внешне похожие на обычных зверей и обладающие при этом сверхъестественными способностями, — покемоны. Люди, называющиеся тренерами покемонов, ловят их и тренируют для участия в боях — бои покемонов в определённой степени напоминают спортивные состязания. В боях тренеры не участвуют, сражаются лишь покемоны соперников — их тренеры лишь дают им команды, какую атаку или способность им применить. Бои проходят до момента, пока один из соперников не падает без сознания или не сдаётся — до смерти схватки не происходят никогда.
Действие игры происходит в вымышленном регионе Орре. Орр — преимущественно пустынный регион, где отсутствуют места для ловли диких покемонов (хотя в продолжении игры, Pokémon XD: Gale of Darkness, они есть). Главный герой игры — парень по имени Вэс, но игрок может поменять ему имя на своё усмотрение. Стартовые покемоны Вэса — Эспеон и Амбреон. Команда Воров — преступная организация, крадущая покемонов от их тренеров с помощью специальной машины, является главными злодеями в игре. Через некоторое время после начала игры выясняется, что на самом деле за всеми злодеяниями стоит Синдикат Пустоты, управляющий Командой Воров, чтобы получать покемонов и продавать их в разных городах Орра. Вэс — бывший член Команды Воров. У Команды Воров есть много членов, их возглавляют четыре администратора: фанат диско Мирор Б., вспыльчивый мускулистый мужчина по имени Даким, Венус, королева Подземелья, и учёный Айн.

### Сюжет
Сюжет игры начинается, когда Вэс подрывает базу Команды Воров, а затем покидает организацию. Вэс начинает путешествие с Пограничной стоянки, с заброшенного поезда, переоборудованного в бар и стоящего посреди пустыни Орра. Первым соперником Вэса становится тренер по имени Вилли. Затем Вэс покидает стоянку и прибывает в город Фенак-сити, находящийся в оазисе. Он видит двух мужчин, несущих огромный мешок. Победив их в бою покемонов, Вэс повергает их в бегство и заставляет бросить мешок. Из мешка Вэс освобождает Руи, девушку, необъяснимым образом чувствующую присутствие теневых покемонов. Вэс и Руи встречают мэра Фенака Эс Каде, который обеспокоен проблемой с Синдикатом Пустоты, но ничего не делает для того, чтобы её решить. Покинув Колизей Фенака, Вэс и Руи сталкиваются с тремя членами Команды Воров, которые сообщают Руи, что Вэс также некогда состоял в этой команде, причём был в ней элитой. Когда Вэс их побеждает, Руи просит его, как профессионала-вора, помочь ей в спасении теневых покемонов.
Синдикат Пустоты начинает охотиться за Вэсом. Покинув Фенак, герои отправляются в Пайрит-сити, откуда украли Руи. В Пайрите теневых покемонов предлагают в качестве призов за победы на Колизеях, причём местная полиция бессильна что-либо сделать, поэтому Дюкинг, влиятельный человек в городе, просит Вэса поучаствовать на турнире и разобраться с этой проблемой. Герой побеждает четверых тренеров и хочет забрать приз, но член Синдиката Пустоты узнаёт его, и начинается битва, кроме того, Вэс встречается с Мирором Б., которого побеждает. Взяв с собой покемона, украденного у Дюкинга, Вэс возвращает его владельцу. Дома у Дюкинга есть группа детей, которые называют себя информационной сетью, рассказывающей горожанам правду о Синдикате Пустоты. Они предлагают Вэсу и Руи свою помощь.
Друзья направляются в посёлок Агат, деревню в лесу посреди гор. Когда Руи представляет Вэса своему дедушке Эагуну, житель деревни вбегает в дом и кричит, что на Священный камень, возведённый как алтарь покемону Селеби, напали. Вэс защищает камень от четырёх агентов Пустоты, и местные жители позволяют ему ходить к камню. Как выясняется, то единственное место, где можно очищать теневых покемонов. Эагун советует Вэсу потренироваться на ближайшей горе Битв.
Достигнув горы, друзья узнают, что Синдикат Пустоты уже захватил её часть. Победив девятерых тренеров, Вэс побеждает Дакима, одного из администраторов Синдиката, у которого есть теневой Энтей, один из трёх легендарных покемонов-собак. Затем Вэс отправляется в Подземелье, подземный город, который контролирует Синдикат и находится под городом Пайрит Сити. Дети, работающие в информационной сети, рассказывают Вэсу о Венус, правящей этим городом. Как выясняется, у Венус есть Суйкун, другой легендарный покемон-собака. После поражения, нанесённого ей Вэсом Венус убегает. Следующая цель Вэса и Руи — Лаборатория теневых покемонов, где обычных покемонов делают теневыми. Победив нескольких агентов Пустоты, Вэс побеждает Айна, четвёртого администратора Синдиката и обладателя теневого Райко, последнего легендарного покемона-собаки.
Вэс отправляется на башню Реалгам, где снова сражается со всеми четырьмя администраторами, а затем приходит на Колизей на вершине башни. Там его встречает агент Пустоты по имени Наскур, который говорит, что Вэсу предстоит сразиться с четырьмя тренерами. Когда главный герой побеждает четырёх тренеров и его, Наскур пытается сбежать, но его внезапно останавливает Эс Каде, который объявляет, что он — Эвис, лидер Синдиката Пустоты. Вэс его побеждает, и Эвис пытается убежать на вертолёте, но его останавливает внезапно появившийся легендарный покемон Хо-ох. В конце концов Наскура и Эвиса арестовывают.

## История разработки
Pokémon Colosseum разработана японской фирмой Genius Sonority, а её издательством занималась Nintendo. Colosseum играет ту же роль по отношению к играм основной серии Pokémon третьего поколения, какую играли Pokémon Stadium и Pokémon Stadium 2 к первому и второму соответственно. При создании игры разработчики вдохновлялись классическими и новыми японскими ролевыми играми. Когда журналист Prima Games спросил Дзюнъити Масуду, возглавлявшего процесс разработки игр основной серии Pokémon, почему в Colosseum был так сильно изменён игровой процесс, Масуда ответил, что, по его мнению, геймплей игр, над которыми он работал, лучше подходит для портативных игровых систем. Перевод геймплея в трёхмерную графику внёс свои изменения в игру. Вэса сделали беловолосым и семнадцатилетним на вид. Многие модели покемонов были взяты из Stadium и Stadium 2, текстуры при этом были чуть улучшены. В играх основной серии регионы основаны на различных частях Японии, в то время как регион Орр, в котором происходят действия Colosseum, основан на Финиксе и землях вокруг него в штате Аризона. Графика делалась больше под влиянием различных серий манги, что сделало её отличной от графики в других играх по «Покемону».

### Продвижение и выпуск
Игру анонсировали на выставке Electronic Entertainment Expo в 2003 году. После анонса и до завершения разработки Colosseum получила следующие рейтинги: E (для всех возрастов) от Entertainment Software Rating Board, «Все возраста» от Computer Entertainment Rating Organization и 3+ от Pan European Game Information. Игра вышла 21 марта 2003 года в Японии, 22 марта 2004 года в Америке и 14 мая 2004 года в Европе.
При предварительном заказе покупатель бесплатно получал бонусный диск, на котором содержались трейлеры к игре и к полнометражному анимационному фильму «Покемон: Джирачи — исполнитель желаний». Благодаря этому бонус-диску в Pokémon Ruby, Sapphire, FireRed и LeafGreen или Emerald можно загрузить покемона Джирачи, которого нельзя поймать, просто играя. Кроме того, при соединении GameCube со вставленным диском с Ruby или Sapphire исправлялся баг, из-за которого ягоды, посаженные в этих играх, не прорастали. Бонусный диск не вышел в PAL-регионе, вследствие чего Nintendo официально принесла извинения своим клиентам. В Японии продавались специальные карты, которые можно было отсканировать с помощью Nintendo e-Reader и таким образом получить в игре новых тренеров для боя и новых теневых покемонов.

## Отзывы и популярность

### Продажи
За три недели до выхода на сайте Amazon.com количество предварительных заказов Colosseum было самым большим среди компьютерных игр, что сделало её самой продаваемой игрой на сайте. В первую неделю выхода игры в Великобритании доля продаж GameCube от всех продаж игровых приставок увеличилась с 16 % до 32 %. В мае 2004 года Pokémon Colosseum была самой продаваемой игрой на GameCube и четырнадцатой в мире игрой по продажам. В 2005 году Nintendo перевыпустила Colosseum под маркой «Выбор игроков», как популярную игру, и стала продавать её по сниженной цене. В 2007 году было продано 1,15 миллионов копий в Соединённых Штатах Америки и 656,270 в Японии, став самой продаваемой компьютерной ролевой игрой для GameCube.

### Оценки критиков
| Сводный рейтинг    | Сводный рейтинг |
| Агрегатор          | Оценка          |
| ------------------ | --------------- |
| GameRankings       | 73,46 %         |
| Metacritic         | 73 %            |
| Иноязычные издания |                 |
| Издание            | Оценка          |
| AllGame            | [ 29 ]          |
| CVG                | 9/10            |
| GamePro            | 70 %            |
| GameSpot           | 7,3/10          |
| GameSpy            | [ 1 ]           |
| GameZone           | 8,5/10          |
| IGN                | 7,5/10          |
| Nintendo Power     | 94 %            |
| Gamers Hell        | 7,9/10          |

Pokémon Colosseum была хорошо оценена и имеет 73 % и 73,46 % на сайтах Metacritic и GameRankings, что указывает в целом на благоприятные отзывы. Скотт Алат Мэриотт, журналист Allgame, дал игре оценку в три с половиной звезды из пяти возможных. Критики хвалили Colosseum за то, что она — первая ролевая игра в серии Pokémon с трёхмерной компьютерной графикой. Обозреватель сайта Gamers Hell счёл, что это был «шаг в правильном направлении», хотя и заметил, что игра довольно линейна и количество видов покемонов для использования ограничено. Журналист сайта IGN Крэйг Каррис также решил, что перевод игр основной серии Pokémon «был сделан довольно неплохо», хотя и «чуточку более линейно».
Графика была оценена неоднозначно: Крэйг Харрис похвалил модели поемонов, но счёл модели тренеров плохо прорисованными и анимированными, похожие отзывы оставил и GameSpot. Журналист сайта GamePro назвал графику «милой», но негативно высказался о малом количестве анимаций покемонов во время битв. В обзоре GameZone визуальное оформление оценили чуть лучше: «анимации коротки, но впечатляющи», журнал Nintendo Power, кроме того, отметил ещё высокий уровень детализации моделей. Звуковое сопровождение также было оценено по-разному: Харрис осудил использование синтезированных голосов покемонов, использованных в играх для Game Boy, Game Boy Color и Game Boy Advance, а GamePro счёл музыку устаревшей, GameZone же, напротив, писал, что музыка пробуждает приятные воспоминания о первых играх серии Pokémon Red и Blue и что у музыки «куда больше глубины, чем у всех предыдущих игр серии».
Сайт GameZone сравнил дизайн уровней с локациями Final Fantasy VII, рецензент GamePro высказал мнение, что, хотя секреты и неигровые персонажи есть, игроку не дают развернуться и поймать таких покемонов, каких он хочет. Обозреватель Gamers Hell написал, что в плане проработки локаций «где-то густо, где-то пусто». Кэт Бэйли, обозревательница сайта Reutronauts, назвала Colosseum «ужасным», и негативно высказалась о повторном использовании в игре графики из Stadium 2. Но, несмотря на отрицательные отзывы, журнал Nintendo Power поместил игру на 121-е место в списке лучших игр на консолях от Nintendo всех времён.